# Alex Janvier

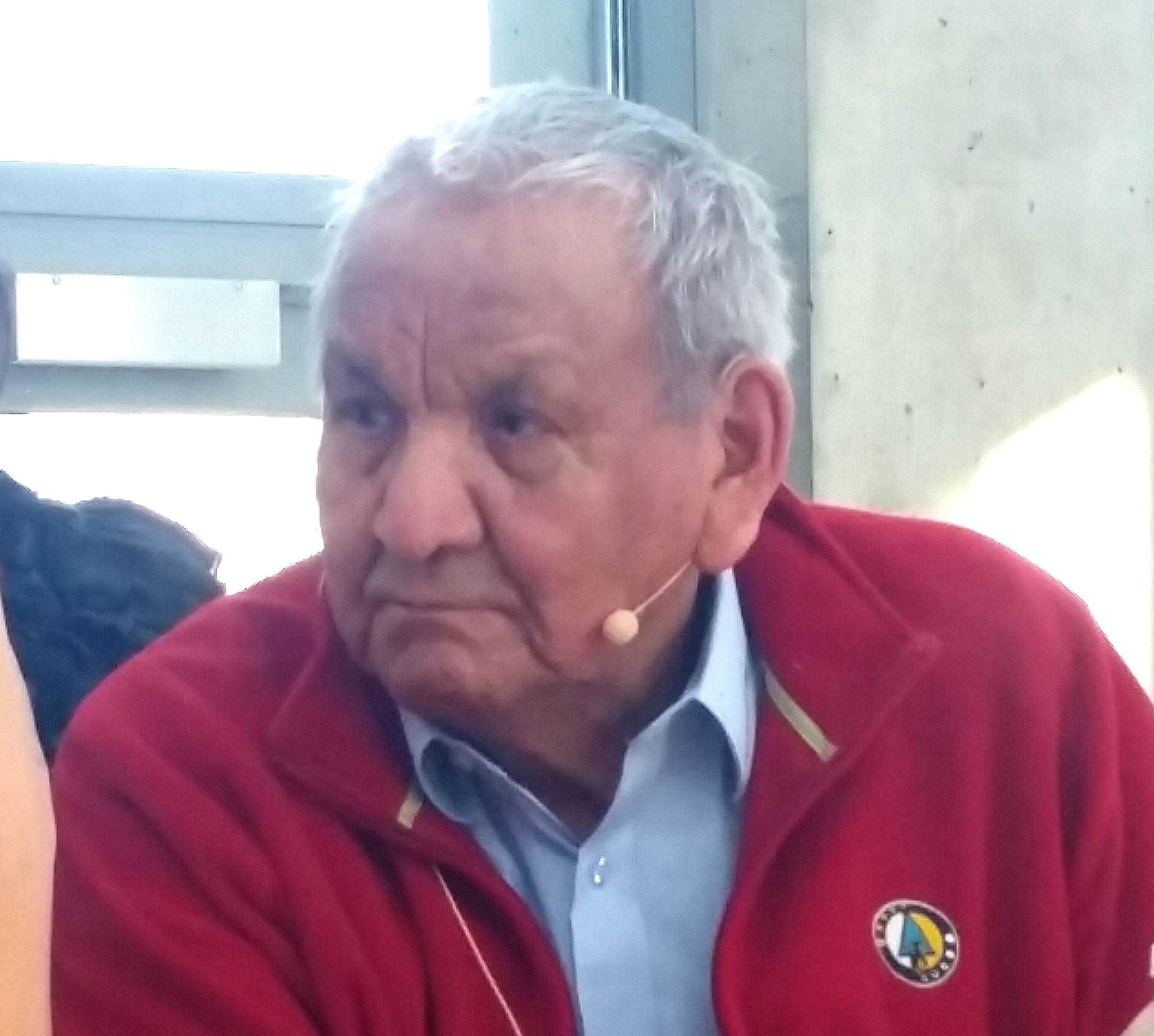
Alex Janvier, 2017

Alexan Simeon Janvier (* 28. Februar 1935 in Le Goff Reserve, Cold Lake First Nations, Alberta, Kanada; † 10. Juli 2024 ebenda) war ein kanadischer Künstler der Denesuline und Saulteaux. Als Gründungsmitglied der Professional Native Indian Artists Inc., bekannt als „Indian Group of Seven“,  gilt er als Pionier der zeitgenössischen indigenen Kunst in Kanada.

## Leben
Alex Janvier wurde in der Le Goff Reserve der Cold Lake First Nations in Alberta geboren. Im Alter von acht Jahren wurde er in ein Internat geschickt, wo er seine künstlerischen Fähigkeiten entwickelte. 1950 schrieb er sich am Alberta College of Art and Design ein und schloss 1960 mit einem Diplom in Bildender Kunst ab.
Alex Janvier half, indigene Künstler wie Norval Morrisseau und Bill Reid für den kanadischen Indianerpavillon auf der Expo 67 zusammenzubringen, wo er ein Wandbild beisteuerte. 1968 kehrte Alex Janvier nach Alberta zurück, um an der Saddle Lake Indian School in der Nähe von St. Paul und bei Alberta Newstart Inc. in Fort Chipewyan Kurse für Erwachsene zu geben. Ende 1971 entschied er sich, die Malerei zu seinem Hauptberuf zu machen. Im Laufe der Jahre erhielt er zahlreiche Auszeichnungen und Ehrentitel, darunter den Order of Canada.  1977 kehrte er zu den Cold Lake First Nations zurück, wo er bis zu seinem Lebensende lebte und arbeitete.
1976 schuf Alex Janvier ein Wandgemälde für das Muttart Conservatory in Edmonton und für das County of Strathcona Building in Sherwood Park, Alberta. 1977 wurde Janvier nach Schweden eingeladen, um dort zu malen und auszustellen. 1978–81 schuf Alex Janvier The Seasons für das National Museum of Man, heute Canadian History Museum. 1987 wurden seine Werke in zwei großen Ausstellungen in Kalifornien gezeigt. 1992 nahm er an der Gruppenausstellung Land, Spirit, Power in der National Gallery of Canada teil.
Alex Janvier vollendete 1993 sein größtes Wandgemälde, Morning Star, in der Kuppel des heutigen Kanadischen Geschichtsmuseums in Gatineau, Quebec. Das riesige Wandgemälde erstreckt sich über 418 m² und sein Titel bezieht sich auf den Morgenstern als Wegweiser. Morning Star besteht aus zwei konzentrischen Kreisen, in deren Innerem sich ein farbiger Sternenhimmel befindet, der in vier Bereiche unterteilt ist: gelb, blau, rot und weiß. Diese Räume, die mit schwebenden, organischen Formen gefüllt sind, stehen symbolisch für verschiedene Phasen in der Geschichte der First Nations. Gelb steht für den Einklang mit der Natur und dem Großen Geist vor dem Kontakt. Blau steht für die Zeit, in der die indigene Kultur von der europäischen überwältigt wurde. Rot steht für Erneuerung. Weiß kehrt zum Zentrum des Morgensterns zurück und bedeutet die Rückkehr zu einem Zustand der Harmonie. Alex Janvier war Gründungsmitglied der Professional Native Indian Artists Inc., bekannt als „Indian Group of Seven“.

## Werk
Alex Janviers Stil ist abstrakt und modernistisch, geprägt von leuchtenden Farben und geschwungenen Linien, die die spirituellen Traditionen seiner Vorfahren widerspiegeln. Seine Arbeiten kombinieren indigene und moderne Kunsttechniken und -einflüsse und sind besonders für großformatige Werke geeignet.